# Le Mazeau
Le Mazeau é uma comuna francesa na região administrativa da Pays de la Loire, no departamento de Vendéia. Estende-se por uma área de 8,23 km². Em 2010 a comuna tinha 461 habitantes (densidade: 56 hab./km²).